# Partia Demokratycznej Lewicy (Słowacja)
Partia Demokratycznej Lewicy (słow. Strana demokratickej ľavice, SDĽ) – słowacka partia polityczna istniejąca od 1990. 

## Historia
Ugrupowanie zostało założone w 1990 w wyniku przekształcenia Komunistycznej Partii Słowacji. Od wyborów w 2002 nie miało ono reprezentacji parlamentarnej. Było członkiem Partii Europejskich Socjalistów i Międzynarodówki Socjalistycznej. W latach 1998–2002 partia wchodziła w skład koalicji rządzącej tworzącej rząd Dzurindy. W 2002 część członków ugrupowania założyła partię pod nazwą Socjaldemokratyczna Alternatywa. 
Sama SDL w wyborach krajowych 2002 uzyskała 1,36% głosów. 4 grudnia 2004 członkowie partii ustalili, iż połączą się z ugrupowaniem Kierunek – Socjalna Demokracja, co nastąpiło to 1 stycznia 2005. Część działaczy partyjnych, która nie pogodziła się z tą decyzją kontynuowała jednak działalność pod starą nazwą. W wyborach 2006 partia uzyskała 0,12% głosów, zaś w wyborach do Parlamentu Europejskiego w 2009 0,62% głosów. 
Ugrupowanie wystawiło swych kandydatów w wyborach 2010. Z jego list startowali również kandydaci Partii Zielonych, Partii Agrarnej i Partii Solidarności Obywatelskiej. Lista ta uzyskała 2,41% poparcia. 
Obecnie na czele ugrupowania stoi Marek Blaha, absolwent Uniwersytetu Ekonomicznego w Bratysławie. Jego pierwszym zastępcą jest prof. Ján Kyselovič.